# Jakob Feyferlik

Jakob Feyferlik (2012) – Marius Petipa Esmeralda, male variation

Jakob Feyferlik (* 17. Oktober 1996 in Wien) ist ein österreichischer Balletttänzer. Am 11. Februar 2019 wurde er zum Ersten Solotänzer des Wiener Staatsballetts ernannt.

## Wirken
Feyferlik wirkte bereits als Zehnjähriger in drei Folgen der österreichischen Kinderserie Tom Turbo von Thomas Brezina in der Rolle des Jakob mit. Seine Ballettausbildung erhielt er an der Ballettabteilung der Musik und Kunst Privatuniversität der Stadt Wien sowie an der Ballettschule Wiener Staatsoper. Zu seinen Lehrern zählten Evelyn Téri, Karl Musil, Valentin Onoschko und Alejandro Parente.
2008 trat er als Zwölfjähriger erstmals in der Staatsoper auf, 2013 wurde er Mitglied des Wiener Staatsballetts unter der Leitung von Manuel Legris. 2016 erhielt er den Förderpreis des Ballettclub Wiener Staatsoper & Volksoper und wurde von Legris offiziell zum Solotänzer des Wiener Staatsballetts ernannt.
Am 20. Jänner 2016 trat der 19-jährige Feyferlik erstmals als Colas in Frederick Ashtons Choreographie von La fille mal gardée in der Wiener Staatsoper auf, im Dezember desselben Jahres als Ritter Jean de Brienne in Rudolf Nurejews Raymonda.